# NGC 3226
NGC 3226 في الفهرس العام الجديد هي مجرة إهليلجية قزمة تتفاعل مع المجرة الحلزونية NGC 3227. تُعد المجرتان واحدة من أمثلة مُتعددة من حلزون مع جار إهليلجي قزمي والتي يتم سردها في أطلس المجرات الغريبة. ويُمكن العثور على كليهما في كوكبة الأسد.

## نواة
يحتوي NGC 3226 على منطقة خط أنبعاثات نووي منخفض التأين أو مجرات لاينر، وهي منطقة غازية شائعة تتميز بانبعاث خط طيفي من الذرات المتأينة الضعيفة. وبشكل عام، كان مصدر الطاقة لانبعاثات لاينر موضع نقاش بين الفلكيين. فأكد بعض العلماء أن لاينرس مدعومًا بمناطق تكون النجوم، فيما شدد البعض الآخر، على أن لاينرس قد دُعم بنواة مجرية نشطة، (AGN) التي تحتوي على ثقوب سوداء فائقة.